# Circuito de la Frontera
El Circuito de la Frontera es una antigua carrera ciclista profesional que se disputaba en Bélgica, de 1964 a 1995. 

## Palmarés
| Año  | Ganador                | Segundo                | Tercero                |
| 1964 | Jean Stablinski        | Barry Hoban            | Jaak De Boever         |
| 1965 | André Noyelle          | Arthur Decabooter      | Norbert Kerckhove      |
| 1966 | Eddy Merckx            | Alfons De Bal          | Herman Van Springel    |
| 1967 | Edward Sels            | Georges Van Coningsloo | Martin Van Den Bossche |
| 1968 | Guido Reybrouck        | Roger Kindt            | Jan Harings            |
| 1969 | Daniel Van Ryckeghem   | Fernand Hermie         | Lucien Van Impe        |
| 1970 | Noël Vantyghem         | Barry Hoban            | José Catieau           |
| 1971 | Christian Callens      | Paul Aerts             | William Bilsland       |
| 1972 | Noël Vantyghem         | Paul Aerts             | Gérard Hendrickx       |
| 1973 | Cees Bal               | Jean-Pierre Berckmans  | Karel Rottiers         |
| 1974 | Dirk Baert             | Christian Debuysschere | Theo van der Leeuw     |
| 1975 | Eric Van de Wiele      | Roy Schuiten           | Sylvain Vasseur        |
| 1976 | Wim Schroyens          | Antoon Houbrechts      | Christian Debuysschere |
| 1977 | Marc Demeyer           | Walter Dalgal          | José De Cauwer         |
| 1978 | Jean-Luc Vandenbroucke | Frans Verhaegen        | Maurizio Bellet        |
| 1979 | Walter Godefroot       | Marc Renier            | Rudy Pevenage          |
| 1980 | Marc Demeyer           | Alfons De Wolf         | Etienne De Wilde       |
| 1981 | Alfons De Wolf         | Frank Hoste            | Marc Sergeant          |
| 1982 | Willy Teirlinck        | Noël Segers            | Leo Van Thielen        |
| 1983 | Kenny De Maerteleire   | Jean-Marie Wampers     | Rudy Delehouze         |
| 1984 | Etienne De Wilde       | Rudy Delehouze         | Eddy Vanhaerens        |
| 1985 | Henri Manders          | William Tackaert       | Thierry Barrault       |
| 1986 | Brian Holm             | Theo de Rooij          | Johan Capiot           |
| 1987 | Allan Peiper           | Jan Nevens             | Anjo van Loon          |
| 1988 | Gino Debacker          | Carl Roes              | Marc Fruch             |
| 1989 | Patrick Deneut         | Roger Rogiers          | Ludo Peeters           |
| 1990 | Etienne De Wilde       | Dirk De Wolf           | Daniel Beelen          |
| 1991 | Frank Van Den Abeele   | Patrick Tolhoek        | Jelle Nijdam           |
| 1992 | Bart Leysen            | Jan Mattheus           | Didier Priem           |
| 1993 | Rob Mulders            | Frans Maassen          | Frank Van Den Abeele   |
| 1994 | Eric De Clercq         | Marc Streel            | Marc Wauters           |
| 1995 | Frank van Veenendaal   | Erwin Thijs            | Nico Emonds            |